# Callosciurus finlaysonii
Callosciurus finlaysonii е вид гризач от семейство Катерицови (Sciuridae). Видът не е застрашен от изчезване.

## Разпространение и местообитание
Разпространен е във Виетнам, Камбоджа, Лаос, Мианмар и Тайланд. Внесен е в Сингапур.
Обитава гористи местности и планини.

## Описание
Продължителността им на живот е около 12,8 години. Популацията на вида е стабилна.